# 松嶋初音
松嶋 初音（まつしま はつね、本名：谷井 紀子（やつい のりこ）、1987年11月13日 - ）は、日本のタレント、元グラビアアイドル、女優、YouTuber。東京都出身。Gオフィス所属。夫はエレキコミックのやついいちろう。

## 来歴
2004年 - 現役高校生として「ミスマガジン2004」の審査員特別賞を獲得し、本格的にグラビアデビュー。「はちゅ」の愛称で妹系グラビアアイドルとして活動。
2005年10月 - 『ミニスカポリス7ティ〜ン』の13代目ポリスに抜擢。
2006年6月 - 連続ドラマとしては初のレギュラーとなった深夜ドラマ『アキハバラ@DEEP』において、今までのイメージとは正反対のキャラクターである「イズム」役を演じる。
2008年9月 - それまで所属していたアンセムの解散に伴い、ハーモニープロモーションに移籍。
2013年 - 11月14日にエレキコミックのやついいちろうと入籍。
2014年4月 - ハーモニープロモーションとの契約満了に伴い、Gオフィスへ移籍。
2019年 - 自身のYouTubeチャンネルである「はつねちゃんねる」を開設。
2021年 - 自身のアパレルブランドである「Hatsunex」（ハツネックス）を始動させる。
2023年 - 自身が主催する怪談イベント「TEPPAN HORROR NIGHT!!!」が全7回（1月・3月・5月・7月・8月・10月・12月）で開催。また、同年11月29日にはCharisma.comのシングル「fmfm」にヴォーカルで参加し、同日にミュージック・ビデオも公開された。
2024年 - 前年に引き続き、自身主催の怪談イベント「TEPPAN HORROR NIGHT!!!」の第2弾である「TEPPAN HORROR NIGHT2024」が全6回（2月・5月・6月・8月・10月・12月）で開催。

## 人物・エピソード

### 霊感体質・怪談
代々女系が霊感体質であるといい、祖母は宮城県仙台市でイタコ（ただし、松嶋本人によれば一般的にイメージされる「イタコ」とは違うらしく、他人に説明をする際にわかりやすいためこの表現を用いていると語っている）をしており、母も霊感が強いという。その影響で松嶋自身も霊感が強いため、幼少期より様々な心霊体験や不思議な経験をしており、それが原因で学生時代はいじめを受けていた。その後、芸能界に入った後に、自身の心霊体験をある人物から「これは（自分の口から）公に話したほうがいい」と薦められたことから怪談として話しはじめ、本を出版したり、当時出場した怪談の大会で優勝するなどして注目されたが、同時にそういう話題に懐疑的な人間からの悪意にも晒されはじめ、「注目をされたいがために嘘を吐いている」「グラビアで売れなかった女がなんとか芸能界にしがみ付こうと怪談を話してる」といった誹謗中傷を受け、特に2015年8月11日に放送された「有田チルドレン」内の企画「次世代 心霊タレントオーディション」に出演した際に、自身の怪談について番組内で出演者から悪意ある言動をされたことや、番組側から意に沿わない対応や編集をされたことに当時のマネージャーと所属事務所のスタッフが激怒し、自身も深く傷ついたことから、それ以降は自身が事務所に「今後はそういう仕事は断ってください」とお願いし（また事務所の意向もあり）、以降は公の場で怪談を話すことを封印していた。しかし、2021年に開催された夫のやついいちろう主催のイベント「YATSUI FESTIVAL! 2021」の楽屋で、怪談の大会などで共演経験のあった島田秀平（号泣）と久々に再会し、その際に島田のYouTubeチャンネルである「島田秀平のお怪談巡り」へ出演依頼をされ、「また誹謗中傷に晒されるのでは」という思いから最初は断ったものの、島田から「今は聞き手のリテラシーのレベルが凄い上がってます」「もうあなたのことを否定する人はいませんよ」「初音ちゃんの話は価値があるから、絶対に世に出したほうがいい」と説得をされ、数年ぶりに「お怪談巡り」内で自身の怪談を披露したところ、好意的な反響が多数寄せられたことから、これをきっかけに封印していた怪談を解禁し、現在は自身のYouTubeチャンネルである「はつねちゃんねる」をはじめとして、テレビやイベントなど様々な媒体で怪談を語っている。
しかし、自身の怪談が創作ではなくあくまで実体験であることから、たとえ自身の人生で一番の恐怖体験を話していても、知らない誰かに勝手に順位づけをされてしまうことに対して不快感があるために、いわゆるチャンピオンシップや賞レースのような順位や優劣をつけるイベントや大会には（業界全体が盛り上がるということは重々承知していると断りを入れたうえで）懐疑的であるため、2022年6月17日に更新した「はつねちゃんねる」内の動画で、以降は順位をつけるような怪談の大会への出場は辞める主旨の発言をしている（ただし、それ以外の怪談イベントには引き続き出演するほか、過去に出場した大会も本人の意思ではなく、当時の所属事務所が決めた仕事であり、既に出場が決まった後に知らされていたことを明かしている）。
前述の通り、幼少期より様々な心霊体験をしてきているが、幼少の頃は霊的な存在と遭遇してしまった際に親指を隠す癖があった（本人曰く、「霊柩車を見た時は親指を隠す」という俗信から来ているもので、視えたことを母に悟られないように堪えるためだったと語っている）。自身の体験談を話す際も、自身に霊感があるという事情を知らない人物がいる場面などでは、相手に誤解がないように事前に説明をしてから話しはじめるようにしているが、母と話す際にはそれをしなくても良いためとても気が楽だと語っている。また、怪談を封印していた時期には自身の身のまわりでもあまり心霊現象が現れなくなっていたことから、「（そういう力は）無くなった」と各所で言っていたものの、解禁して以降はまた現れはじめてるといい、2022年に開催されたイベント「ネットホラーフェスティバル2022」に出演した際に、会場にいたお坊さんにイベントの閉会式後に相談したところ、「あなた、凄い霊感お強いでしょう？お認めになったほうがいいですよ」「（「無くなった」と周りに言うことに対して）そういうことはやめて、ちゃんと感じられる人だっていうのを認めたほうが生きやすくなりますよ」とアドバイスされている。
自身の霊感体質については、過去にいじめや多数の誹謗中傷に晒された経験から「デメリットしかない」と語っていたが、怪談解禁後からは考え方が変わってきており、自身の体験を話すことによって知ってくれた人達からの好意的な声援を多数貰うようになり、また色んな人と出会うきっかけにもなったため「これは利点（メリット）しかないなと思った」と語っている。

#### TEPPAN HORROR NIGHT!!!
2023年より、自身が主催する怪談イベント「TEPPAN HORROR NIGHT!!!」（テッパンホラーナイト）を開催しており、このイベントには「十八番怪談」というサブタイトルが付けられているが、これは新作の怪談ではなく、怪談師の代表作（または十八番）となっているような「鉄板」の怪談を敢えて生で話してもらうという意味合いで付けられている。このことについて、松嶋は「島田秀平のお怪談巡り」にゲスト出演した際に、稲川淳二の代表作である「生き人形」を引き合いに、怪談として有名になっているが、実際にその怪談を生で聞いたことのある人が案外と少ないのではないか？という考えを持ち、他の怪談師の鉄板話でも、たとえ新規のファンが知らない話でも「古参が知っているから」という理由で話されなくなってしまうと、良い怪談がどんどん消えていってしまうのではないかと思い、聞きに来た客の中にはそもそもその怪談を初めて聞くという人も少なからず存在するため、その人達のためにも生で聞く機会を設けたいと考えたと発言している（また、松嶋自身の話す怪談が実体験ということもあり、手持ちのレパートリーが増えることがあまりないため、話した怪談を「他所で聞いた」と指摘されることが多々あり、精神的にツラい思いをしたことも影響している）。

### 趣味・嗜好
- 無類のゲーム好きであり、10代後半からファミ通などの雑誌にも度々登場しているほか、かつては自身のブログでXbox 360のフレンドを募集していたこともある。現在でも、自身のYouTubeチャンネルでゲーム配信を行っているほか、2015年からはソニー・コンピュータエンタテインメント（現・ソニー・インタラクティブエンタテインメント）が主催するイベント「PlayStation Awards（現・PlayStation Partner Awards）」のアシスタントMCも務めている[31][32][33][34][35][36][37][38][39]。
- ガレージキット作りを趣味としており、こちらも自身のYouTubeチャンネルで制作の様子を投稿している[40]ほか、エフェクト・アーティストのスクリーミング・マッド・ジョージのファンであり、彼の作品を数点所有している[26]。
- 「酒は本当にやめられない」と発言する[41]ほどの酒好きであり、「はつねちゃんねる」内で不定期（主に毎週金曜日）で、お酒を飲みながら雑談をする生配信「スナックはつね」を行っているほか、サブチャンネルの「はつねちゃんち」ではお酒を飲みながらゲームをする、いわゆる「飲みゲー配信」も行っている。

### その他
- 芸能人女子フットサルチーム「ミスマガジン」の元メンバーであった。
- スキューバダイビング（OWD）免許を取得しており、番組取材でもダイビングする機会が度々ある。また2015年には二級小型船舶操縦士の免許を取得している[42]。
- メディアに出ている時は軽妙な語り口であるが、グラビアアイドル時代から友達が全然作れず、同じ番組に出演していた共演者と番組中で会話をするようになっても、その番組が最終回を迎えるまで全く連絡先を交換しないまま終わったり、そもそも収録以外では一度も話をしたことがないというほど女性に対するコミュニケーション能力がないことを自称している[43]。また、収録先で用意された大部屋の楽屋内でも、誰とも喋らずに部屋の隅に居るなどしたため、後に当時の共演者と会った際に「あの時すごい怖くて……」と言われてしまった[44]。
- 一時的にテレビ番組への出演を控えていた時期があり、当時はSNS上で「消えた」「干された」と書かれたりもしていたが、これは松嶋本人によれば、当時のテレビ業界はいわゆるパワーハラスメントのようなことが堂々と行われており、自身もその被害に遭ったことで辛い思いをしたため、自身を守るために事務所にテレビに出たくない主旨の内容を伝えて、自らの意思で出演を控えていたためであった[45]。
- 顔の右半分に兄がいると自著「初音怪談 初音と小さなおじさんのこと」で記しており、主にお金の計算などの算数や数学が絡む場面で出てくると語っているが、その様子をゲームクリエイターの柴田誠が飲み会で松嶋と同席した際に目撃しており、後に「はつねちゃんねる」内の動画でゲスト出演した際にそのエピソードを語っている[46]。
- 2006年1月10日に、当時はまだ未成年であったにもかかわらず、飲酒を示唆する記事をブログに投稿してしまったことで炎上し、週刊誌で取り上げられたことがある。
- 2006年に放送されたテレビドラマ『アキハバラ@DEEP』（原作・石田衣良）において、松嶋は主要な登場人物である「イズム」役で出演している。しかし、当初は原作でも女性である「アキラ」役のオーディションを受けており、それが監督の大根仁の目に留まったことから「何とかして使いたい」と、原作では男性だったイズムを女性に変更して起用された（しかし、収録初日にNGを連発してしまい、大根から「お前のことなんて呼ばなきゃよかった」と言われてしまった）[44]。
- また、『アキハバラ@DEEP』のコメンタリーで、現在使っている名前が本名であるかという話題になったが、松嶋だけ本名ではないことが発覚し、後に自身のブログやニコニコ生放送の番組にて、本名が「紀子」（のりこ）であると明かしている[47]。
- 2007年6月18日に渋谷O-crestで行われたライブ『GIRLs-RockPop stadium vol.17』に出演した際に、来場したファンの身勝手な振る舞い（「舞台上に服を投げる」「周りの人を突き飛ばす」など）について、実際に会場で怪我人も出たことから、後に自身のブログで糾弾した[48]。
- 2008年5月頃にモヤモヤ病のような症状（視界が真っ白になるほどの頭痛や失神などの脳の血行障害）を訴え、仕事を続けながら精密検査を受けた。結果としてはモヤモヤ病ではなかったが、今後も定期的に検査をするという[49]。
- 自身がMCを務めていたニコニコ生放送の番組『とりあえず生中（二杯目）』（音楽の日）の2010年2月3日放送回で、ゲストのalanから届いたメールに「ヘン顔して」というお願いがあり、松嶋自身も顔物真似「アンパンコさん」（アンパンマン）を披露した。
- 長年、顎変形症や噛み合わせが合わないことに起因する症状に悩まされており、鏡を見ることも苦痛になるほどコンプレックスになっていた[50]が、2020年7月に左右の顎の長さを揃える外科手術を受けた[51]。また、手術前に行った術前矯正をした場所は、かつて夫のやついの歯並びを矯正した歯科医院と同じ場所であった[52]。

## 現在の出演

### テレビ
- 初耳怪談（2023年4月 - 、テレビ大阪） - 準レギュラー

不定期出演
- 所さんの学校では教えてくれないそこんトコロ!（2009年2月 - 、テレビ東京） - レポーター
- たかじんのそこまで言って委員会（ytv）
- うまいッ!（NHK総合） - 食材ハンター（リポーター）

### インターネット
- ニコニコ生放送 - 主に政治系特番の司会を担当
- 国際ニコニコ映画祭（不定期開催、ニコニコ生放送） - 審査員

### 映画
- 見える子ちゃん（2025年6月6日公開予定）[53]

## 過去の出演

### テレビ
- 特製笑い飯・ボケしろデラックス（2004年12月、毎日放送）
- 青木さやか・美人の素（2005年4月 - 6月、TBS・BS-i）
- やりすぎコージー（2005年4月 - 9月、テレビ東京） - 初代やりすぎガール
- ミラクルH（2006年7月、テレビ東京）
- グラビアトークオーディション（2006年10月 - 2007年1月、フジテレビ）
- News!371〜アイドル（2007年4月 - 2008年3月、エンタ!371） - レギュラーMC
- うぇぶたまww（2007年4月 - 9月、テレビ東京） - プレゼンター
- SANPO（テレビ東京） - 不定期出演
- キ・ニ・ナ・ル!（2007年、BS-i） - 金曜日担当
- 銀幕会議2（2007年4月 - 2008年3月、フジテレビ）
- ドライブ A GO!GO!（2007年 - 2016年、テレビ東京） - 寺門ジモンあるいは岡田圭右と共に不定期出演
- AKiBAッテキ!!（2008年4月 - 2009年3月、エンタ!371） - 水曜日MC
- 松嶋初音の（仮）（2009年4月 - 9月、エンタ!371） - 毎月第一木曜日に初回放送（月内数回リピート）レギュラーMC
- SHIBUYA DEEP A（NHK・BS2・NHK総合） - 不定期出演
- 山田五郎のだべり喫茶（2011年6月20日 - 2014年7月、ファミリー劇場）
- 今夜はアリエナイト（2012年10月 - 2013年10月、フジテレビ） - MC・グレイ子 役（声の出演）
- TokYo,Boy（TOKYO MX）
- 緊急検証!もののけ王座決定戦!～子供にウォッチさせたくない妖怪たち～（2015年8月8日、ファミリー劇場）
- 初耳怪談 FIRST TAKE（2022年5月17日・24日、テレビ大阪）
- ホラー短歌の世界へようこそ 第3夜「わすれもの」・第6夜「家になにかが」（2022年8月16日、23日、NHK総合） - 語り部[54][55]

### ラジオ
- ゴチャ・まぜっ!火曜日（2008年4月 - 2009年4月、MBSラジオ）
- やきぐりバンバン コンマ4～怪しい話 金曜日（2009年4月 - 10月、MBSラジオ）
- Jam the WORLD 月曜日リポーター（2011年4月 - 、J-WAVE）
- ニュース探究ラジオ Dig「真夏の赤坂怪談ナイト」（2011年8月5日 - 、TBSラジオ） - ゲスト
- ザ・ボイス そこまで言うか!（2012年11月5日・6日、ニッポン放送） - 飯田浩司アナウンサー休暇によるアシスタント代理
- BRIDGESTONE DRIVE TO THE FUTURE（2013年4月7日 - 2021年3月28日、J-WAVE・ZIP-FM・一部コミュニティFM） - アシスタント
- 北野誠のズバリ（2023年8月10日、CBCラジオ） - ゲスト

### テレビドラマ
- 着信アリ 第1・2話（2005年、テレビ朝日） - 牧村智子 役
- アンフェア 第1話（2006年、関西テレビ） - 龍居まどか 役
- アキハバラ@DEEP（2006年6月 - 8月、TBS 他） - イズム 役
- 火曜ドラマゴールド「塀の中の懲りない女たち2」（2006年12月19日、日本テレビ）
- きらきら研修医（2007年1月 - 3月、TBS 他） - 春山夏姫 役
- パパとムスメの7日間 第1話（2007年7月1日、TBS 他）
- 正しい王子のつくり方（2008年1月8日 - 3月25日、テレビ東京系） - 品川春香 役
- 土曜ワイド劇場「西村京太郎トラベルミステリー・日光〜鬼怒川殺人ルート」（2008年4月26日、テレビ朝日） - 木村恵 役
- 漫画喫茶都市伝説 呪いのマンナさん（2008年6月3日 - 8月19日、BS-i） - サヤカ 役
- ツジツマ（2008年9月26日、テレビ朝日）
- Wild Strawberry 第3話（2010年、テレ朝チャンネル） - 謎の女 ティッシュ配り 役

### 映画
- Dear Friends（2007年、東映、監督：両沢和幸） - エミ 役
- 悪夢探偵2（2008年、ムービーアイ・エンタテインメント、監督：塚本晋也） - アキ子 役
- テケテケ2（2009年、アートポート、監督：白石晃士） - 刀根エリカ 役
- ぼくはうみがみたくなりました（2009年、ぼくうみ製作委員会、監督：福田是久） - 香織 役

### インターネット
- ミニスカポリス7ティ〜ン（2005年10月 - 2006年、GyaO） - 13代目ポリス
- 溜池Now（GyaO） - 不定期、溜池会会員No.003
- とりあえず生中（仮）（2009年4月 - 9月、ニコニコ生放送） - 火曜日パーソナリティ
- とりあえず生中（二杯目）（2009年10月 - 2010年3月、ニコニコ生放送） - 水曜日パーソナリティ
- 夏だ!祭りだ!コメントだ!ニコニコ動画12時間ぶっ通し生放送！！！（2009年7月30日、ニコニコ生放送）
- 第45回衆院選開票速報!ニコニコ総選挙特番2009!（2009年8月30日、ニコニコ生放送）
- Games for Windowsスペシャル『エイジ オブ エンパイア III』ナイト（2009年11月29日、ニコニコ生放送）
- とりあえず生中（三杯目）（2010年4月 - 、ニコニコ生放送） - 金曜日パーソナリティ
- ニコ厨井戸端会議（2009年 - 、ニコニコ生放送） - 毎月一回放送、MC担当
- インスピQ - ウェイバックマシン（2006年4月8日アーカイブ分） - OCNオリジナルの脳トレできる無料動画番組
- ファミ通ゲームチャンネル（au EZチャンネル） - 毎週金曜日に動画配信
- 気になるアイツ（Juホームページ内） - 毎月5のつく日（5日・15日・25日）にコラム更新
- コイカツ 恋愛ノウハウトークライブvol.2（2011年9月23日、マシェリバラエティマシェバラ）
- 角谷浩一と松嶋初音のニュースバックヤード（2011年7月12日 - 2012年8月28日、ニコニコ生放送） - ラジオ風
- 松嶋初音の放課後クラブ（2013年8月 - 12月、Youtube）
- ニコニコ23時間テレビ（2014年7月19日 - 20日、ニコニコ生放送）
- niconico✕LINE LIVE【参院選2016】開票特番 当確予測一斉発表（2016年7月10日、ニコニコ生放送）

### DVD
- 白黒アンジャッシュ - 特典映像で出演
- 宮内洋探検隊の超常現象シリーズ FILE 1 日本のバミューダ・トライアングルの謎を追え!（2007年2月23日発売、角川ヘラルド映画）

### ゲーム
- おとなのギャル雀2～恋して倍満!～（2005年発売）
※本人は実際に麻雀ゲームであるセガネットワーク対戦麻雀MJ2のイベントにも参加していたり、セガネットワーク対戦麻雀MJ3をプレイしている。

### ネットラジオ
- 松嶋初音BONE

### ネットドラマ
- HEART BEAT FREAKS

### 舞台
- 時速246億 vol.04「記憶メモリン」（2010年4月16日 ‐ 21日、赤坂RED/THEATER）

### 携帯サイト
- どっきりクイーン
- 女子高生株塾（EZチャンネル）

## 作品

### ドラマDVD
- はるこ☆UP DATE - アキ 役

### イメージビデオ
- HACHU（2004年5月21日、トリコロール）
- EIGHT（2004年8月26日、レイフル）
- ミスマガジン2004 松嶋初音（2004年10月21日、バップ）
- はちゅろり（2005年3月20日、ラインコミュニケーションズ）
- うるるるるん（2005年6月25日、フォーサイド・ドット・コム）
- my sound（2006年2月24日、ジェネオンエンタテインメント）
- ミニスカポリス7ティ～ン 緊急指令!グラビアライブ　悩殺コスプレ編（2006年11月10日、TLIP）
- ミニスカポリス7ティ～ン ポリスのサイパン特別任務　たっぷり水着編（2006年11月10日、TLIP）
- 初音色（2006年12月25日、GPミュージアムソフト、監督：森敦司）
- なんだか自由に作ってみました（2007年8月、ジャパンホームビデオ）

## 書籍

### 共著
- 木原浩勝『初音怪談 初音と小さなおじさんのこと』（2008年8月10日、角川書店）ISBN 978-4048738903

### 写真集
- 初世界〜はつせかい（2004年10月23日、ワニマガジン社、撮影：河野英喜）ISBN 978-4898297810
- オロゴ（2007年11月、アスコム、撮影：HIROKAZU）ISBN 978-4776204800

### 連載
- 「アイドル井戸端コラム」BREAK Max（コアマガジン）
- 「爆笑おっぱい座談会」：出会ったグラビアアイドルの胸を全て触ってきたというほど乳に対して強い思いを持っている。2007年10号にて引用。 BREAK Max（コアマガジン）